# Rejon bogradzki
Rejon bogradzki (ros. Боградский район) - jeden z 8 rejonów w Chakasji. Stolicą rejonu jest Bograd.
100% populacji to ludność wiejska, ponieważ w regionie nie ma żadnego miasta.
Część rejonu zajmuje Rezerwat Chakaski.